# Martin Bregman
Martin Leon Bregman (Nova Iorque, 18 de maio de 1926 — Nova Iorque, 16 de junho de 2018) foi um produtor de cinema norte-americano.